# Dinoponera longipes
Dinoponera longipes (лат.) — вид крупных муравьёв из подсемейства понерины (Ponerinae); длина рабочих особей достигает 3 см. Найден только в Южной Америке.

## Распространение
Dinoponera longipes были собраны на востоке Перу в департаментах Лорето, Амасонас, Уануко, Сан-Мартин и Паско, а также Эквадор в провинции Пастаса. В Колумбия он был зарегистрирован недалеко от перуанской границы в департаменте Амазонас. В Бразилии Dinoponera longipes был найден в штатах Акри и Амазонас, вплоть до Манауса, а также вдоль рек Рио-Мадейра в штате Рондония.

## Таксономия
Вид был впервые описан в 1901 году по рабочим муравьям итальянским мирмекологом Карлом Эмери (Carlo Emery, 1848—1925) под названием Dinoponera grandis Emery, 1901 по материалам из Бразилии в ранге подвида таксона Dinoponera grandis. До видового статуса был повышен в 1971 году американским энтомологом и монахом-францисканцем Вальтером Кемпфом (Walter W. Kempf, 1920—1976). Поскольку из западной Бразилии было собрано мало образцов, существовала вероятность клональной вариации формы признаков с Dinoponera gigantea или Dinoponera mutica. Образцы из Бразилии, изученные Lenhart, Dash & MacKay (2013), не показали такой интеграции. Кроме того, доказательством видовой валидности служит уникальная морфология самца. Ближайшим известным местонахождением другого вида является Dinoponera gigantea в 550 км от нас в Эстироне Рио-Ампиаку в департаменте Лорето, Перу. Существует вероятность, что это самцы еще не обнаруженного вида. Однако относительно интенсивный сбор Dinoponera в этом районе многочисленными коллекционерами не выявил никакой другой формы. Валидный статус Dinoponera longipes был подтверждён в ходе родовой ревизии, проведённой в 2013 году и подтверждённый в 2021 году.

## Описание
Крупные муравьи, размер превышает 3 см (рабочие 30,85—34,75 мм; самцы около 20 мм; самки 28—31 мм). Рабочие особи этого вида легко узнаваемы по золотистому блеску заметных длинных жгутиковидных волосков, особенно на лбу. Кроме того, этот вид обладает следующим сочетанием признаков: углы переднеспинки закруглены без зубчатого выступа, нет щёчных полос, гладкое и блестящее тело. Все экземпляры имеют петиоль, который выпуклый на верхне-переднем крае, за исключением экземпляров из Рио-Мадейра и Рио-Негро в Бразилии.
Самцов можно отличить от других Dinoponera по следующей комбинации признаков: жгутик усиков с короткими, толстыми опушенными волосками; пигидиальный шип короче, чем у Dinoponera gigantea и Dinoponera quadriceps, но длиннее и уже, чем у Dinoponera australis и Dinoponera snellingi; вольселла с широкой базальной долей, покрытой мелкими зубцами.